# Baganga
Baganga is een gemeente in de Filipijnse provincie Davao Oriental op het eiland Mindanao. Bij de laatste census in 2007 had de gemeente ruim 48 duizend inwoners.

## Geografie

### Bestuurlijke indeling
Baganga is onderverdeeld in de volgende 18 barangays:
| - Baculin - Banao - Batawan - Batiano - Binondo - Bobonao - Campawan - Central - Dapnan | - Kinablangan - Lambajon - Lucod - Mahanub - Mikit - Salingcomot - San Isidro - San Victor - Saoquegue |

## Demografie
Baganga had bij de census van 2007 een inwoneraantal van 48.355 mensen. Dit zijn 5.233 mensen (12,1%) meer dan bij de vorige census van 2000. De gemiddelde jaarlijkse groei komt daarmee uit op 1,59%, hetgeen lager is dan het landelijk jaarlijks gemiddelde over deze periode (2,04%). Vergeleken met de census van 1995 is het aantal mensen met 8.605 (21,6%) toegenomen.

De bevolkingsdichtheid van Baganga was ten tijde van de laatste census, met 48.355 inwoners op 945,5 km², 51,1 mensen per km².